# FCN2
FCN2 (англ. Ficolin 2) – білок, який кодується однойменним геном, розташованим у людей на короткому плечі 9-ї хромосоми. Довжина поліпептидного ланцюга білка становить 313 амінокислот, а молекулярна маса — 34 001.
| 10         |  | 20         |  | 30         |  | 40         |  | 50         |
| ---------- |  | ---------- |  | ---------- |  | ---------- |  | ---------- |
| MELDRAVGVL |  | GAATLLLSFL |  | GMAWALQAAD |  | TCPEVKMVGL |  | EGSDKLTILR |
| GCPGLPGAPG |  | PKGEAGTNGK |  | RGERGPPGPP |  | GKAGPPGPNG |  | APGEPQPCLT |
| GPRTCKDLLD |  | RGHFLSGWHT |  | IYLPDCRPLT |  | VLCDMDTDGG |  | GWTVFQRRVD |
| GSVDFYRDWA |  | TYKQGFGSRL |  | GEFWLGNDNI |  | HALTAQGTSE |  | LRVDLVDFED |
| NYQFAKYRSF |  | KVADEAEKYN |  | LVLGAFVEGS |  | AGDSLTFHNN |  | QSFSTKDQDN |
| DLNTGNCAVM |  | FQGAWWYKNC |  | HVSNLNGRYL |  | RGTHGSFANG |  | INWKSGKGYN |
| YSYKVSEMKV |  | RPA        |  |            |  |            |  |            |

A: Аланін

C: Цистеїн

D: Аспарагінова кислота

E: Глутамінова кислота

F: Фенілаланін

G: Гліцин

H: Гістидин

I: Ізолейцин

K: Лізин

L: Лейцин

M: Метіонін

N: Аспарагін

P: Пролін

Q: Глутамін

R: Аргінін

S: Серин

T: Треонін

V: Валін

W: Триптофан

Задіяний у таких біологічних процесах, як імунітет, вроджений імунітет, альтернативний сплайсинг. 
Білок має сайт для зв'язування з іонами металів, іоном кальцію, лектинами. 
Секретований назовні.